# Loče, Brežice
Loče so vas v Občini Brežice. Dokler so še obstojale dežele, so bile Loče najjužnejše štajersko naselje.

## Prebivalstvo
Etnična sestava 1991:
- Slovenci: 246 (94,6 %)
- Hrvati: 14 (5,4 %)